# Дворникова
Дво́рникова — упразднённая в ноябре 2001 года деревня в Гаринском городском округе Свердловской области России.

## Географическое положение
Располагалась на правом берегу реки Тавды в 1,5 км к северо-западу от деревни Кузнецова, в 43 км к востоку от районного центра посёлка Гари, в 136 км к северо-западу от села Таборы и в 331 км к северо-востоку от Екатеринбурга.

## История
Основана в середине XVIII века. В XIX — начале XX века административно-территориально принадлежала к Пелымской волости Туринского округа Тобольской губернии.
В 1893 году в деревне было 10 дворов, население составляло 120 человек.
Деревня упразднена законом Свердловской области от 28 ноября 2001 года № 64-ОЗ.

## Религия
В 1913 году Дворникова относилась к приходу Троицкой церкви села Троицкого (Воргинского).